# Geoffrey Lawrence, 1. Baron Oaksey

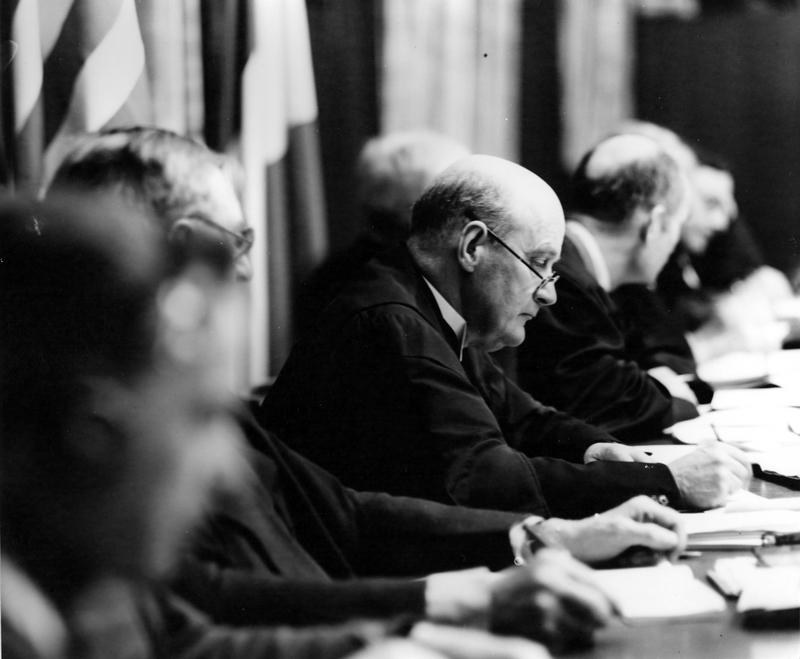
Lordrichter Geoffrey Lawrence bei den Nürnberger Prozessen, um 1946

Geoffrey Lawrence, 3. Baron Trevethin, 1. Baron Oaksey DSO KC (* 2. Oktober 1880; † 28. August 1971) war ein britischer Jurist, der als Vorsitzender Richter beim Internationalen Militärgerichtshof beim Nürnberger Prozess gegen die Hauptkriegsverbrecher amtierte.

## Biografie
Lawrence war der jüngste Sohn von Alfred Lawrence, der 1920/21 Lord Chief Justice of England war. Er besuchte zunächst Haileybury und studierte dann Jura am New College an der Universität Oxford.
1906 wurde er zum Inner Temple als Barrister zugelassen. Er spezialisierte sich auf Rechtsmittelverfahren vor den höchsten Gerichten des britischen Empires und vertrat auch oft Mandanten aus den Dominions vor diesen Gerichten.
Im Ersten Weltkrieg diente Lawrence mit der Royal Artillery an der Westfront. Er wurde zweimal namentlich im Kriegsbericht erwähnt (Mentioned in Despatches) und erhielt den Distinguished Service Order verliehen.
Nach Kriegsende nahm er seine anwaltliche Tätigkeit wieder auf. Aufgrund seines Interesses für den Pferdesport übernahm er von seinem Vater das Amt des Rechtsberaters des Jockey Club. 1927 wurde Lawrence zum Kronanwalt und Rechtsberater (Attorney General) des damaligen Prince of Wales (des späteren Königs Eduard VIII.) ernannt. Fünf Jahre später wurde er, im Vereinigten Königreich nicht unüblich, zum Richter der King’s Bench Division des High Court of Justice ernannt. Damit verbunden war die Erhebung zum Knight Bachelor. 1944 wurde er Lord Justice of Appeal.
Aufgrund seiner langjährigen Berufserfahrung wurde Lawrence mit der Führung der britischen Delegation der Richtergruppe für die Nürnberger Prozesse betraut; Norman Birkett wurde sein Stellvertreter. Er wurde dann zum Vorsitzenden Richter gewählt. Seine Verhandlungsführung wurde allgemein gelobt, weil er bestrebt war, die Bedeutung jedes einzelnen Beweisstücks zu erfassen, andererseits jedoch langatmige Vorträge der Prozessbeteiligten zu unterbinden wusste. Lawrence war kein außergewöhnlich begabter Jurist, er erhielt jedoch viel Anerkennung für seine verständlichen Urteile (im Wesentlichen von Birkett geschrieben), in denen auch die moralischen Aspekte der jeweiligen Entscheidung des Gerichts deutlich zum Ausdruck kamen.
Nach Abschluss der Prozesse wurde Lawrence als Baron Oaksey in den erblichen Adelsstand erhoben. Er war bis zum Eintritt in den Ruhestand im Jahre 1957 als Richter sowie im Rechtsausschuss des Privy Councils tätig. Zwei Jahre später erbte er von seinem älteren Bruder den Titel des Baron Trevethin, der seinem Vater verliehen worden war. Auf seinem großen Landgut in Wiltshire züchtete er Guernsey-Rinder.
Lawrence starb 1971 im Alter von 90 Jahren.